# Cardiff Devils
Cardiff Devils – walijski klub hokeja na lodzie z siedzibą w Cardiff, występujący w brytyjskich rozgrywkach EIHL.

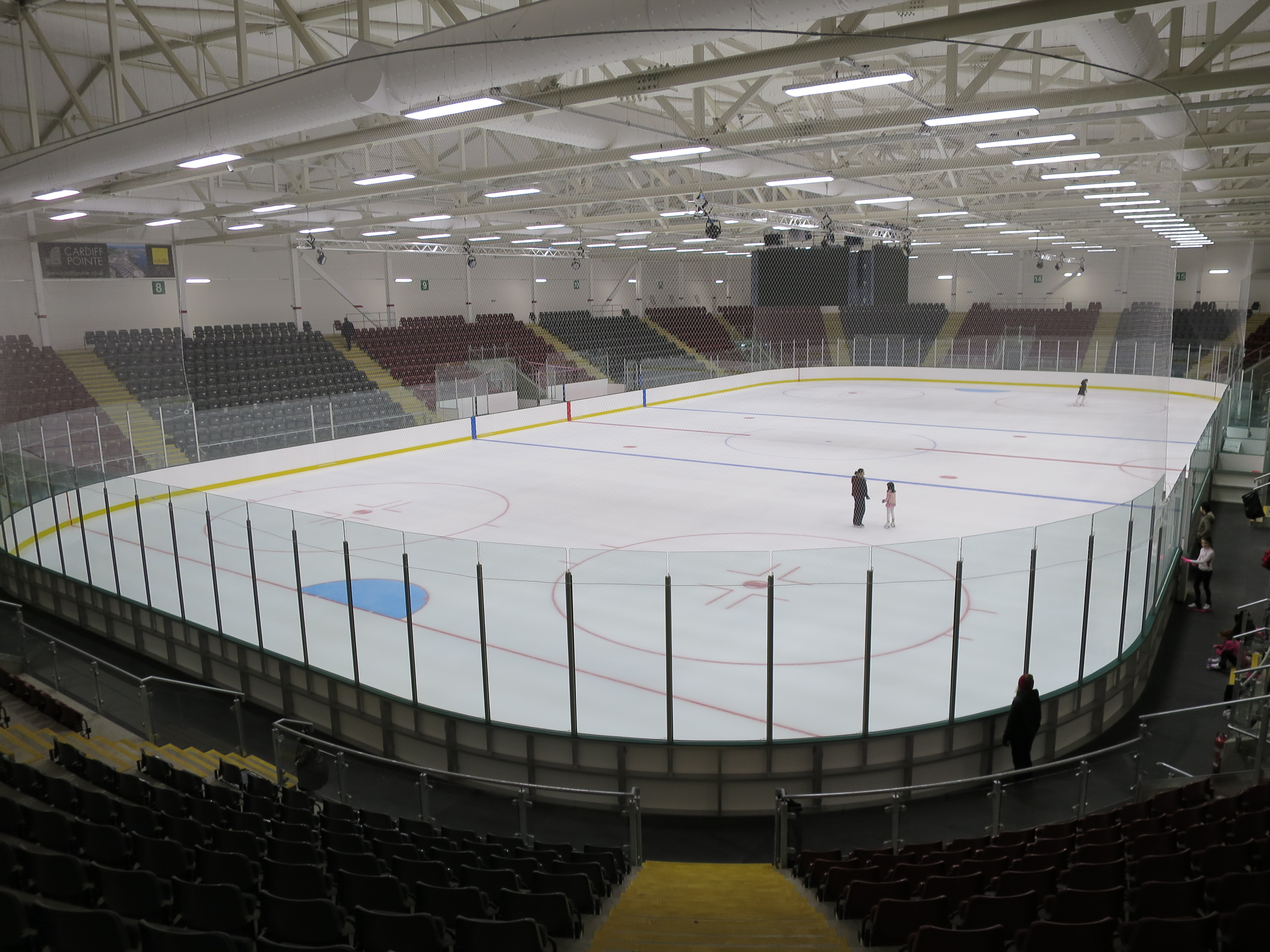
Lodowisko klubu (2016)

## Sukcesy
- Mistrzostwo Wielkiej Brytanii / EIHL: 1990, 1993, 1994, 1997, 2017, 2018 (sezon regularny)
- Mistrzostwo EIHL: 1990, 1993, 1994, 1999, 2006, 2015, 2017, 2018, 2019, 2022 (play-off)
- Autumn Cup: 1994
- Challenge Cup: 2006, 2015, 2017
- Knockout Cup: 2007
- Brązowy medal Pucharu Kontynentalnego: 2023

## Zawodnicy
Zastrzeżone numery
- 7 – Doug McEwen
- 9 – John Lawless
- 10 – Jason Stone
- 14 – Brian Dickson
- 19 – Steve Moria
- 26 – Brad Voth
- 35 – Shannon Hope